# Чжао Жугуа
Чжа́о Жугуа (Чжа́о Жуко́; кит. трад. 趙汝适, упр. 赵汝适, пиньинь Zhào Rǔkuò,  1170—1231) — китайский географ и государственный деятель времён династии Сун. Известен пространным описанием зарубежья под названием «Чжу фань чжи».

## Жизнеописание
Происходил из императорского рода Чжао: потомок второго сунского императора Тай-цзуна в восьмом поколении. В 1196 году сдал государственные экзамены и получил высшую учёную степень цзиньши, которая давала возможность занятия высоких государственных постов. В 1201 году назначается на пост судьи г. Сянтань. В 1217 году он занял пост футун пань — заместителя начальника области Линьань. С конца 1224 года в наибольшем портовом городе Цюаньчжоу (провинция Фуцзянь) Чжао Жугуа занимал наивысший пост инспектора (Тицзюй) в управлении «Торговых кораблей» (шибосы). Скончался в 1231 году.

## Творчество
Самое известное его произведение — «Чжу фань чжи» («Описание всего иноземного»), которое было завершено в 1225 году. Оно посвящено странам и народам Азии, расположенным к востоку, югу, юго-востоку и юго-западу от Китая. Оно также является наиболее существенным источником по истории ряда стран Восточной, Юго-Восточной, Южной, Западной Азии, Северной и Восточной Африки, Европы конца XII — начала XIII в.
Состоит из двух частей: цзюань I — «Описание стран» — чжиго; цзюань II — «Описание товаров» — чжиу. Каждый цзюань состоит из разделов. «Описание стран» включает 45 разделов. Название раздела соответствует названию страны, которая в нём описана; в отдельных случаях он дополнен описанием подвластных стран или отрывком из более раннего источника. Всего в этих 45 разделах описано 59 разных стран, причём упоминаются даже Сицилия и Андалусия. 
В труде несколько последовательно расположенных разделов, посвящённых описанию стран того или иного региона. В антологиях часто цитируется описание Александрийского маяка в Египте. Первый русский перевод произведения, подготовленный Марком Ульяновым, увидел свет в 2018 году.